# Abajo Peak
Der Abajo Peak ist mit 3465 m der höchste Berg der Abajo Mountains im Südosten Utahs. Der Berg liegt im Manti La Sal National Forest. Der Gipfel liegt 11 km südwestlich von Monticello und 30 km westlich von der Grenze zu Colorado. Vom Gipfel aus kann man den Vier-Staaten-Punkt, an dem sich Utah, Arizona, New Mexico und Colorado treffen, sehen. Auf dem Gipfel stehen mehrere Kommunikationstürme.